# دوسن
دوسن (به عربی: الدوسن) یک شهرداری در الجزایر است که در استان بسکره واقع شده‌است.